# 新島 (糸満市)
新島（にいじま）は、沖縄県糸満市字糸満の行政区の一つ。4区と呼ぶこともある。字糸満内の中央部に位置しており、かつては市昇格前の糸満町役所、糸満郵便局（現在の糸満新島郵便局）、糸満警察署が置かれるなど市の中心地でもあった。かつてのような機能は失っているものの、現在でも県道沿いには保育所、公民館が郵便局近くに置かれている。

## 主要施設

### 現在ある主要施設
- 糸満新島郵便局（1970年代末まではここが糸満郵便局で1980年代半ばまで旧糸満郵便局時代の局舎をそのまま使用したが、その後現在の局舎に改築された）
- 幸地腹・赤比儀腹門中墓（庶民の墓としては世界最大級）

### かつてあった公共施設
- 糸満町役所（1971年の市昇格と同時期に町端区の糸満漁港西側埋立地へ移転、さらに2002年に潮崎町へ再移転）
- 糸満警察署（1978年に西崎へ移転、跡地は新島児童公園として整備された。警察署自体は2020年に新屋敷区に再移転）
- 糸満郵便局（現在の糸満新島郵便局、1970年代末に真栄里へ移転）
- 糸満市文化会館（かつては琉米文化会館だった）
- 沖縄海邦銀行糸満支店（2000年代に一度移転したが、2020年に西崎支店内に店舗内店舗として再移転）

## 交通

### 道路
沖縄県道77号糸満与那原線が区の中央部通っている。

### 路線バス
当区内に新島バス停があるほか、隣の糸満小学校前バス停（新屋敷区）も最寄のバス停である。いずれのバス停も以下の路線バスが停車する。
- 34番・糸満（東風平）線（沖縄バス）
- 35番・糸満（志多伯）線（沖縄バス）
- 36番・糸満～新里線（沖縄バス）
- 81番・西崎向陽高校線（琉球バス交通）
- 200番・糸満おもろまち線（沖縄バス）
- 235番・志多伯おもろまち線（沖縄バス）
- 334番・国立劇場おきなわ線（沖縄バス）
- 446番・那覇糸満線（那覇バス）[1]

なお、107番・108番の南部循環線は2021年10月より、西崎地域への乗り入れと経路変更で県道77号の糸満ロータリー～照屋県道54号交点の区間を通らなくなる代わりに県道54号と双子橋を結ぶ市道を通ることになり、その市道上の親田原（新川区）と稲嶺原入口（新屋敷区）が最寄りのバス停として停車する（107番は県道54号・照屋向け東行き、108番は双子橋・潮崎向け西行きのバス停にそれぞれ停車）。

## 隣接する地域
いずれも字糸満内の行政区である。
- 新屋敷
- 新川
- 上之平
- 町端